# NGC 6664
NGC 6664 (другое обозначение — OCL 68) — рассеянное скопление в созвездии Щит.
Этот объект входит в число перечисленных в оригинальной редакции «Нового общего каталога».